# Парадокс Пето
Парадокс Пето, названный именем английского статистика и эпидемиолога Ричарда Пето обозначает наблюдаемый факт, что заболеваемость раком не показывает зависимости с количеством клеток в организме. Например, заболеваемость раком у человека выше заболеваемости раком у китов, несмотря на то, что у китов больше клеток, чем у человека. Если предположить, что вероятность развития из клетки рака одинакова для всех клеток, то можно было бы ожидать, что чем больше клеток, тем выше вероятность рака.

## Формулировка
Ричард Пето сформулировал парадокс в 1977 году. В обзоре модели многостадийного рака Пето заметил, что люди намного меньше подвержены раку, чем мыши:
У человека клеток в 1000 раз больше, чем у мыши, и живём мы в среднем в 30 раз дольше, чем мыши. Для двух одинаковых организмов, один из которых в 30 больше другого, такая разница давала бы в 304 — 306 (примерно от миллиона до миллиарда) раз более высокий риск карциномы. Однако в реальности вероятность развития карциномы у мыши и у человека примерно одинакова. Наши клетки в миллиард или в триллион раз более устойчивы к раку, чем мышиные клетки? Это довольно неправдоподобно с биологической точки зрения. Если человеческая ДНК не более устойчива к мутагенезу в пробирке, чем ДНК мыши, то почему мы не умираем от множественной карциномы в детстве?

## Доказательства
Внутри одного вида риск рака и размер тела положительно коррелируют. 25-летнее исследование 17738 британских гражданских служащих, опубликованное в 1998 году, показало положительную корреляцию между ростом и заболеваемостью раком, даже с учётом таких факторов, как курение. Похожее исследование в 2011 году более чем миллиона британок получило статистическое доказательство зависимости между вероятностью рака и ростом, с учётом других факторов риска. В 2011 году анализ причин смерти 74 556 домашних собак показал, что заболеваемость раком была наименьшей у небольших пород, что подтверждает ранние исследования.
Между видами, однако, зависимость теряется. В исследовании 2015 года, в ходе которого использованы данные зоопарка Сан-Диего, были обследованы 36 видов млекопитающих массой от 51 грамма (мышь) до 4800 килограммов (слон), в результате чего не обнаружена зависимость заболеваемости от размеров тела, что подтверждает наблюдение Пето.

## Эволюционное объяснение
Эволюция многоклеточных требовала развития подавляющих рак механизмов. Найдена связь между развитием многоклеточности и раком. Чтобы развивались всё большие и большие тела, организмам требовалось подавлять возникновение рака. Предполагается, что большие организмы имеют больше адаптаций, которые позволяют им избегать рак.

## Метаболическое объяснение
Есть исследования о зависимости метаболизма и частоты деления клеток от размера клеток у разных видов. Большие организмы имеют большие и медленно делящиеся клетки с меньшим энергетическим оборотом, что снижает риск запуска рака.

## Медицинские исследования
Способность крупных животных подавлять рак при большом количестве клеток подстегнула дальнейшие активные исследования. В одном эксперименте генетически модифицированная мышь со взятыми у слона генами показывала улучшение подавления опухолей, но в то же время показывала признаки преждевременного старения.